# Calonotos tiburtus
Calonotos tiburtus är en fjärilsart som beskrevs av Pieter Cramer 1780. Calonotos tiburtus ingår i släktet Calonotos och familjen björnspinnare. Inga underarter finns listade i Catalogue of Life.

## Bildgalleri

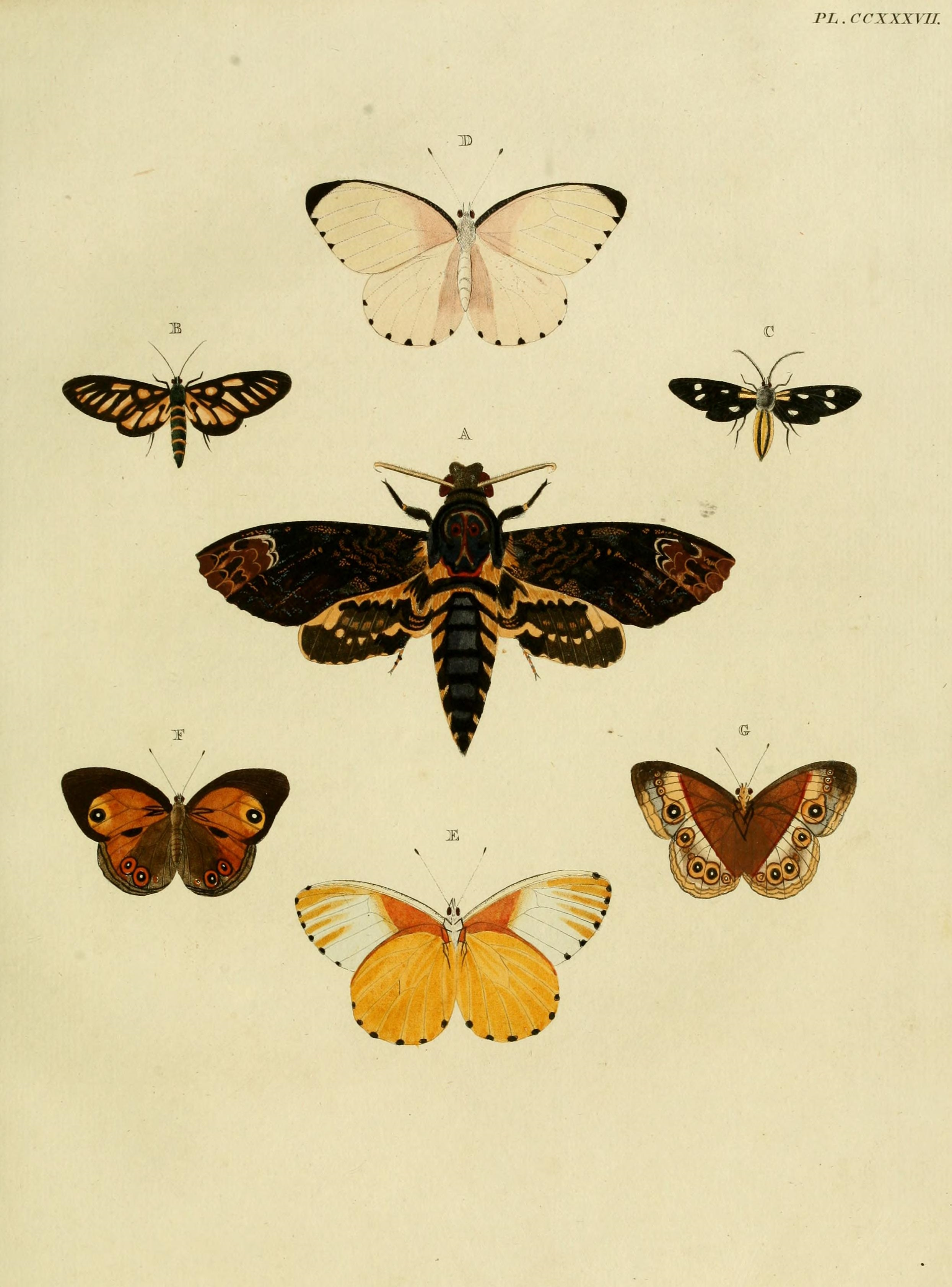